# 走火
走火（英語：unintentional discharge）是指枪械在使用者并无合理射击意愿的情况下被击发，分为过失走火和意外走火两种。枪械走火是非常严重的安全事故，会造成无法弥补的伤害，因此严格遵守枪械安全守则至关重要。枪械上的保险设计也是主要为了降低走火的可能性。

## 类别

### 过失走火
过失走火（英語：negligent discharge，简称ND）是指枪械和弹药并无问题、完全因为射手使用不当、疏忽安全守则导致的走火，在司法角度是可以定罪的过失。而在许多国家的军法中，因为士兵都应该接受过基本武器训练，所以除非有证据证明是枪械故障，任何走火情况都会被直接假设成知法犯法的过失而遭到重罚。
根据美国空军发表的一篇文章，过失走火的定义是：
A negligent discharge occurs when a weapon is fired due to either operator error or a lack of attention to basic safety rules.
过失走火是因为操作者失误或对基本安全规则缺乏关注而引起的武器击发。
时刻保持责任心、并严格遵守枪械安全规则是防止过失走火的唯一方法。最常用的枪械安全准则是美国的已故枪械权威杰夫·库珀（Jeff D. Cooper，1920～2006）提出的四大基本准则：
1. 所有枪械都算是装有子弹；即使没有，也要当成有来对待（All guns are always loaded. Even if they are not, treat them as if they are）——武断假设枪中无弹是摆弄枪械和进行空枪练习时意外走火的主要原因。
2. 永远不要让枪口对着任何不想摧毁的东西（Never let the muzzle cover anything you are not willing to destroy）——这一条也叫“枪口纪律”（muzzle discipline），在周围有人时不守此规则（即使是拿空枪）是大忌，有些警方甚至会将此看做是有明显行凶意图可以立即实施击毙的理由。
3. 除非已瞄准目标，手指不要接触扳机（Keep your finger off the trigger till your sights are on the target）——这一条也叫“扳机纪律”（trigger discipline），算是条“黄金规则”，因为大约六成的走火都是不遵守此条规则造成的。
4. 确认目标，以及目标后方的东西（Identify your target, and what is behind it）——万一没能击中（或过度穿透）目标，可能会造成流弹伤害。

这四条基本准则中的前三条都是针对过失走火而设定的。
许多国家的枪械安全规则还会包括避免没有监管的情况下人离开枪、不要酒后用枪、在运输和存放枪械时确保空枪甚至拆卸枪机、避免携带装有弹药的枪进行攀爬、不要向平滑坚硬的地面射击以防跳弹等额外规则。

### 意外走火
意外走火（英語：accidental discharge，简称AD）是指在使用者并无明显不当操作的情况下引起的走火，通常由枪械故障和弹药品質问题造成，但也可能由人体无意识的意外动作引发（比如肌肉抽动等）。各类枪械安全守则除了能够防止过失走火外，也能够减少意外走火的几率和一旦走火发生造成的损失。
枪械部件的磨损或松动——比如扳机中负责限制弹簧回弹的阻铁（sear）——可能会造成击锤或击针因为轻微震动就被释放，因此枪械的保养维修十分重要。一些枪械则在设计或工艺上存在缺陷，导致意外触发射击，比如雷明登武器公司就曾因此在2014年召回了超过700万件扳机（其中包括2006～2014年间生产的大量R700型步枪）；西格&绍尔的P320手枪在初期也发现了严重安全隐患。一些没有扳机护圈的老式枪械，也会因为意外磕碰扳机而击发。大部分现代枪械都会装有多重保险机制，以防安全隐患变成真正的事故。
还有一种特殊的意外走火叫做猛击走火（slamfire），即子弹在被枪机送入膛室的过程中击针因惯性撞到底火造成击发。如果在枪机没有闭锁的情况下推进药就被引燃，会对机匣内的部件造成损伤，甚至炸膛。
弹药品質问题也会造成意外走火。一些低品質推进药可能会被枪械连续射击后积累的热量引燃（称作“cooking off”），导致枪械在没有触发扳机的情况下走火，通常只会发生在全自动武器中。有些弹药还会出现推进药延迟燃烧的问题，导致扳机被扣动很长时间后弹头才被射出——也就是所谓的“挂火”（hang fire），这时如果射手马上调转枪口去检查故障、或过早回拉枪机将尚未击发的子弹抽出，都可能造成严重的安全事故。